# Tipula stenorhabda
Tipula stenorhabda är en tvåvingeart som beskrevs av Alexander 1941. Tipula stenorhabda ingår i släktet Tipula och familjen storharkrankar. Inga underarter finns listade i Catalogue of Life.